# Passiflora herbertiana
Passiflora herbertiana es una planta trepadora perteneciente a la familia Passifloraceae, originaria de los bosques húmedos de la costa este de  Australia.

## Descripción
Las hojas son por lo general trilobuladas con la superficie inferior ligeramente vellosa, tienen 12,6 cm de largo, con pecíolos de 1,5 a 4 cm de largo, con 2 glándulas en el ápice. Las estípulas son lineales, en su mayoría de 1-3 mm de largo. Las flores tienen de 6 cm de ancho y son de color amarillo a naranja. El fruto es una baya de  50 mm de largo con puntos pálidos.
Esta planta es el alimento de las larvas de la mariposa Acraea andromacha.

## Sinonimia
- Disemma herbertiana (Ker Gawler) de Candolle, 1828
- Disemma caleyana (de Candolle) M.Roemer, 1846
- Murucuia herbertiana (Ker Gawler) Sweet, 1826
- Passiflora biglandulosa Caley. ex de Candolle, 1828
- Passiflora distephanea (F.Mueller)Harms., 1893
- Passiflora verruculosa Weinmann, 1824